# Дом-музей Емельяна Пугачёва
Дом-музей Емельяна Пугачёва — музей в городе Уральске, посвящённый памяти Емельяна Пугачёва. Представляет собой курень яицкого казака XVIII века Петра Кузнецова — отца «яицкой императрицы» Устиньи Кузнецовой. Работает с 1991 года  как филиал Западно-Казахстанского областного историко-краеведческого музея.

## История музея и здания
Дом построен в середине XVIII века казаком среднего достатка Петром Михайловичем Кузнецовым. В 1774 году в стенах этого куреня проходил официальный сговор между женихом и отцом невесты. На следующий день в Петропавловской церкви Яицка состоялось венчание «третьего императора» с Устиньей Петровной Кузнецовой.
1 Февраля производилась в городке, занимаемом бунтовщиками, пушечная пальба и колокольный звон, во весь день продолжавшийся. Причиною такого торжества была свадьба: Пугачеву понравилась дочь отставнаго Казака Кузнецова, Устинья, девка самая обыкновенная, достойная грубаго вкуса его, и он на ней женился.

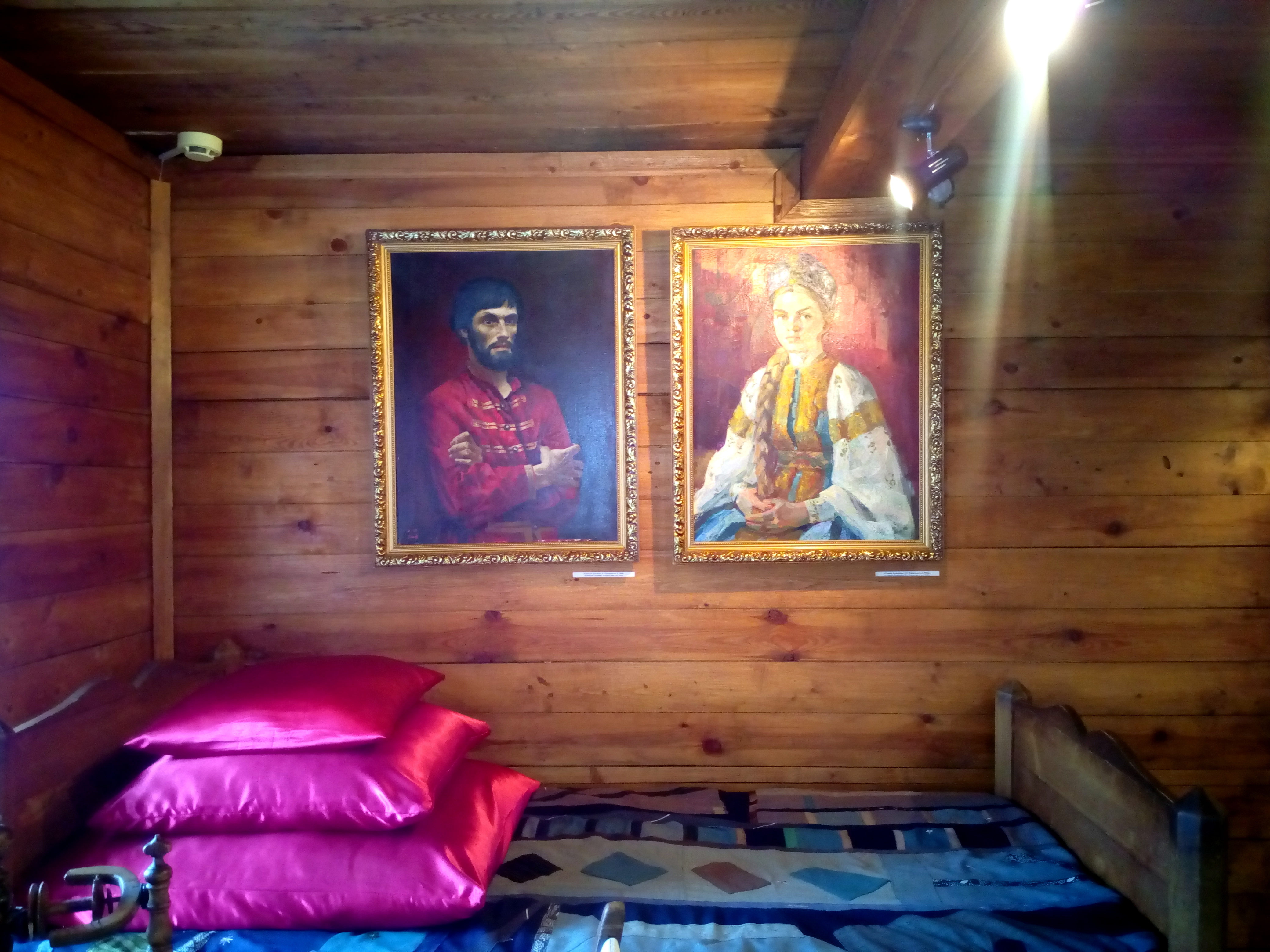
Фрагмент экспозиции музея, 2015

История дома в XIX веке связана с именами великих русских и казахских исследователей и писателей, которые приезжали в Уральск и обязательно посещали памятные курени, встречались со старожилами, черпая здесь материалы для своих работ. Среди них: А. С. Пушкин (1833), В. И. Даль (1833), В. Г. Короленко (1900) и другие.
До 1967 года в этом здании располагалась библиотека. В 1991 году был основан музей как филиал Западно-Казахстанского областного историко-краеведческого музея.
На доме установлена мемориальная доска с информацией о пребывании здесь в 1774 году Е. И. Пугачёва.

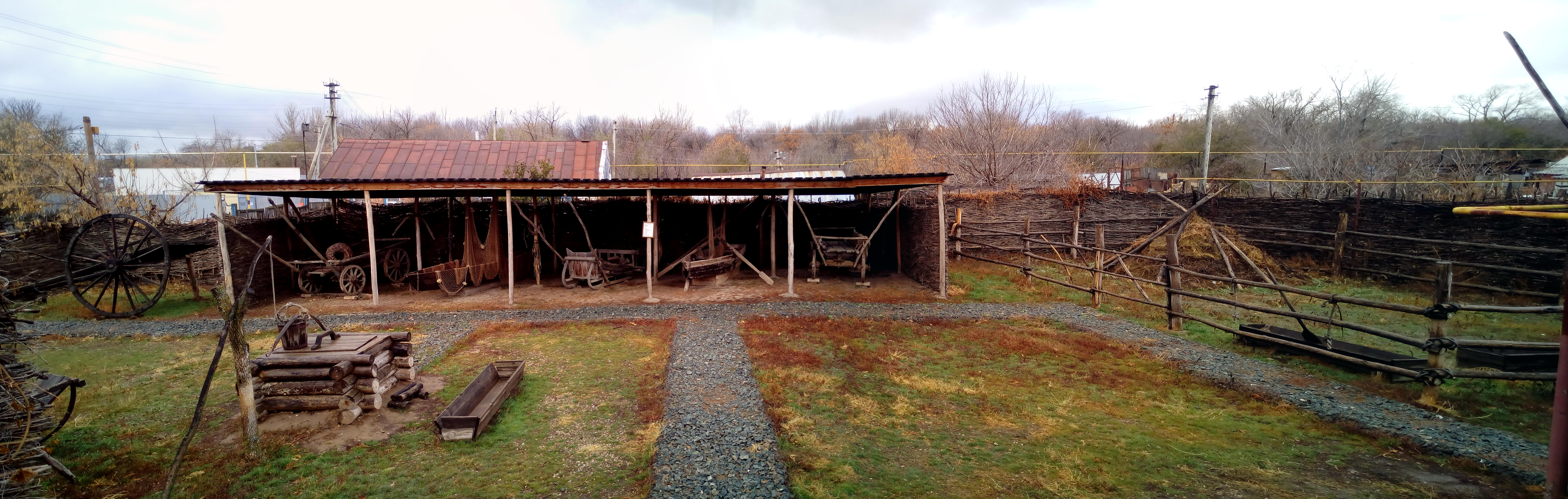
«Казачий двор» в доме-музее Е. Пугачёва, 2015

В 2004 году здание музея — памятник архитектуры республиканского значения — подверглось полной реставрации. К работе были привлечены специалисты республиканского НИИ памятников истории и культуры, реставраторы и художники фирмы «Дара» из Астаны. В ходе реставрации низ избы был обложен красным кирпичом, бревенчатые стены покрыли специальным раствором, предохраняющим дерево от гниения, сделано новое крыльцо, а само здание огорожено ажурной металлической оградой.
После реставрации расширилась экспозиционная площадь музея: на территории куреня было оборудовано настоящее казачье подворье — с конюшней, колодцем, погребом, летней кухней, орудиями лова и прочими атрибутами казачьей жизни.
Ежегодно весной в музее проходит фольклорно-музыкальный праздник «Жаворонки».

## Экспозиция дома-музея
В экспозиции музея  представлены подлинные вещи, принадлежавшие Емельяну Пугачёву, его ближайшему окружению и подавителям Крестьянской войны 1773—1775 —  оружие восставших, знамёна, ценные подарки, сделанные Екатериной II, предметы быта. 

Среди них трон XVIII века, сделанный без единого гвоздя, пушка Каменского завода 1713 года, шпага с именной надписью, подаренная Екатериной II французскому генералу Ансену де Жебаро за храбрость при подавлении восстания Пугачёва, шитые золотом кожаные перчатки, которые императрица пожаловала атаману Бородину, сопровождавшему Пугачёва до самой Москвы, а также копия железной клетки (оригинал находится в ГИМ), в которой Пугачёва повезли в Москву.

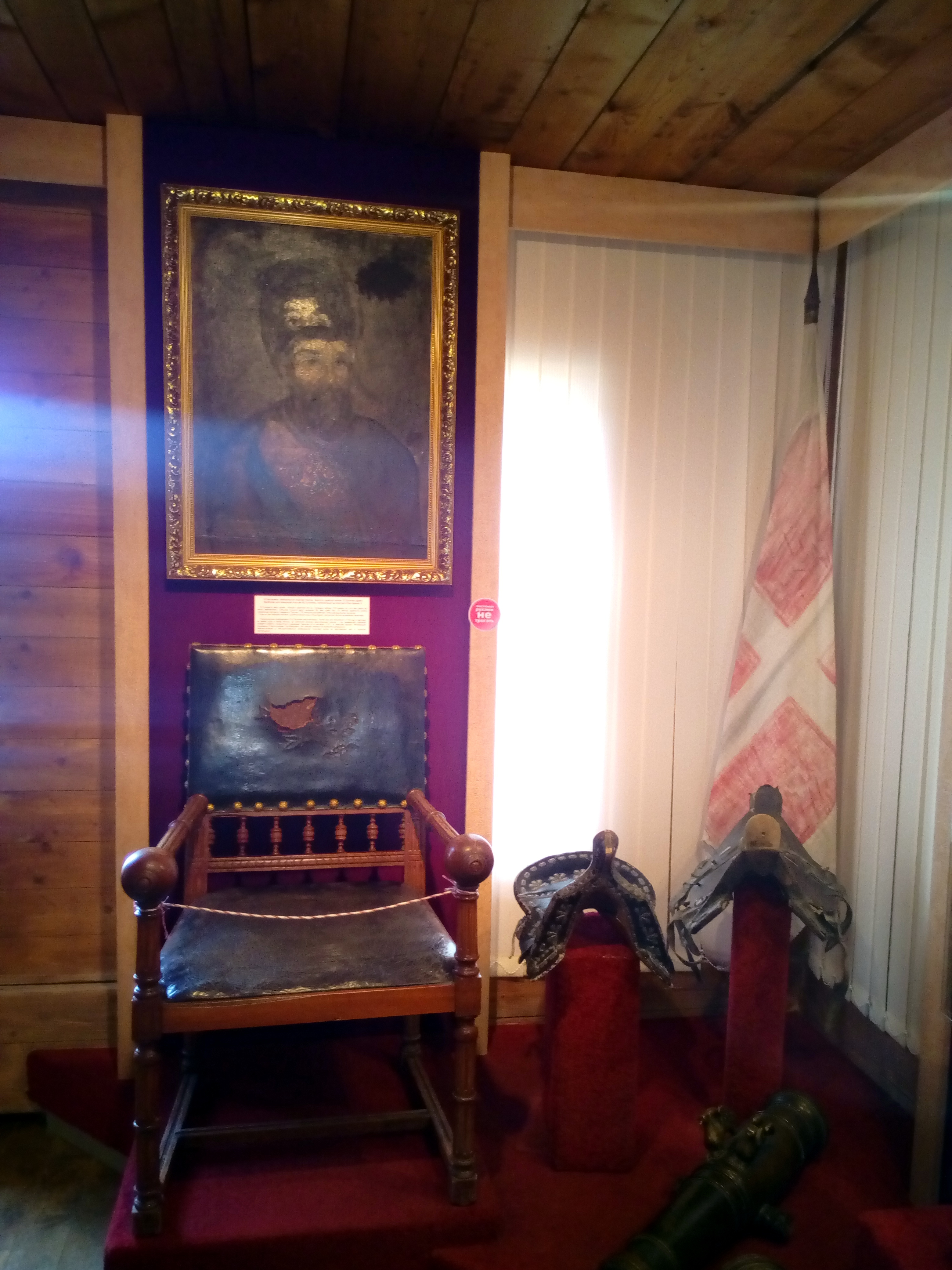
Фрагмент экспозиции дома-музея Е. Пугачёва, 2015 г.
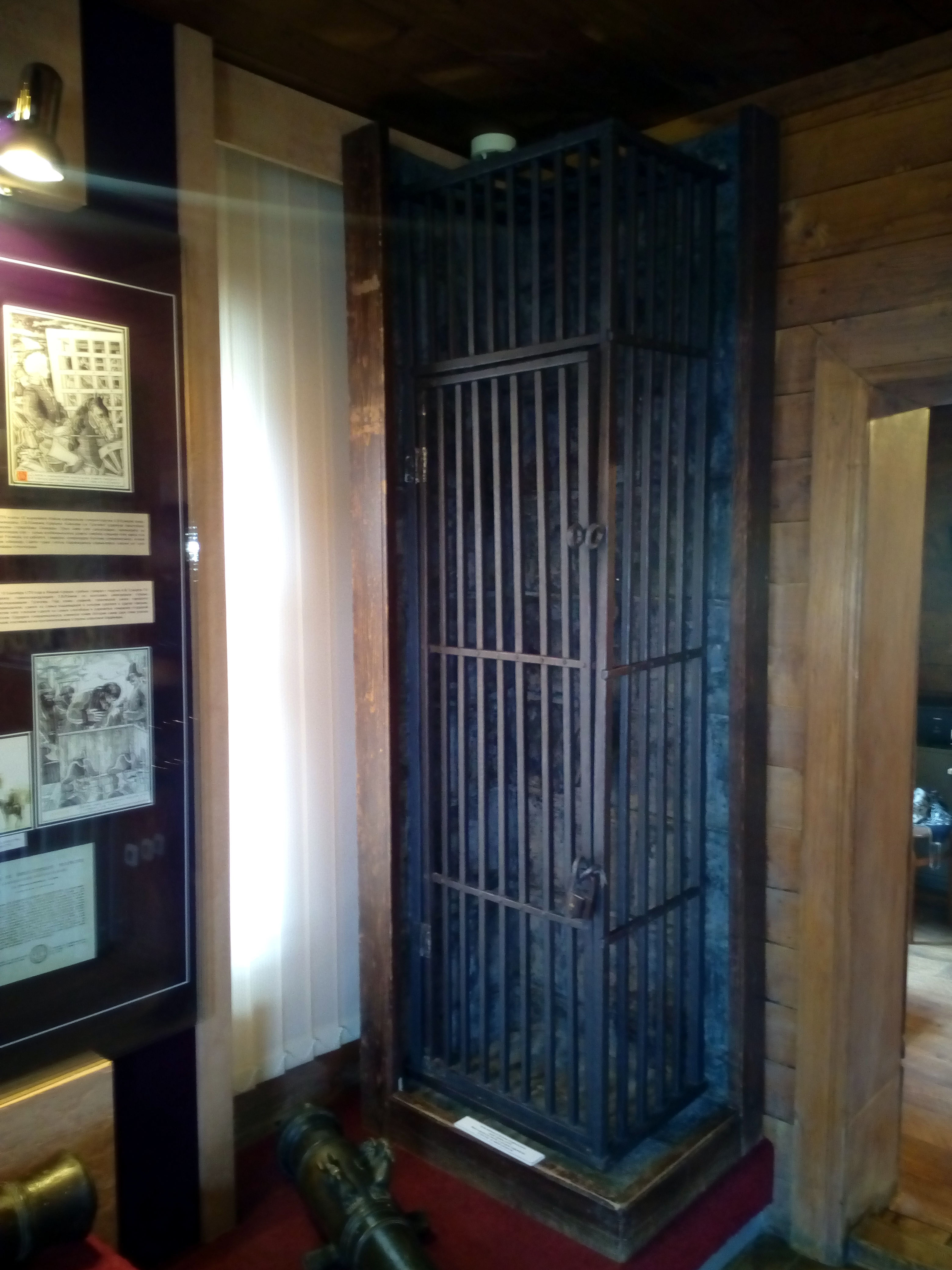
Фрагмент экспозиции дома-музея Е. Пугачёва, 2015 г.
Фрагмент экспозиции. Макет клетки Е. Пугачёва, 2005 г.
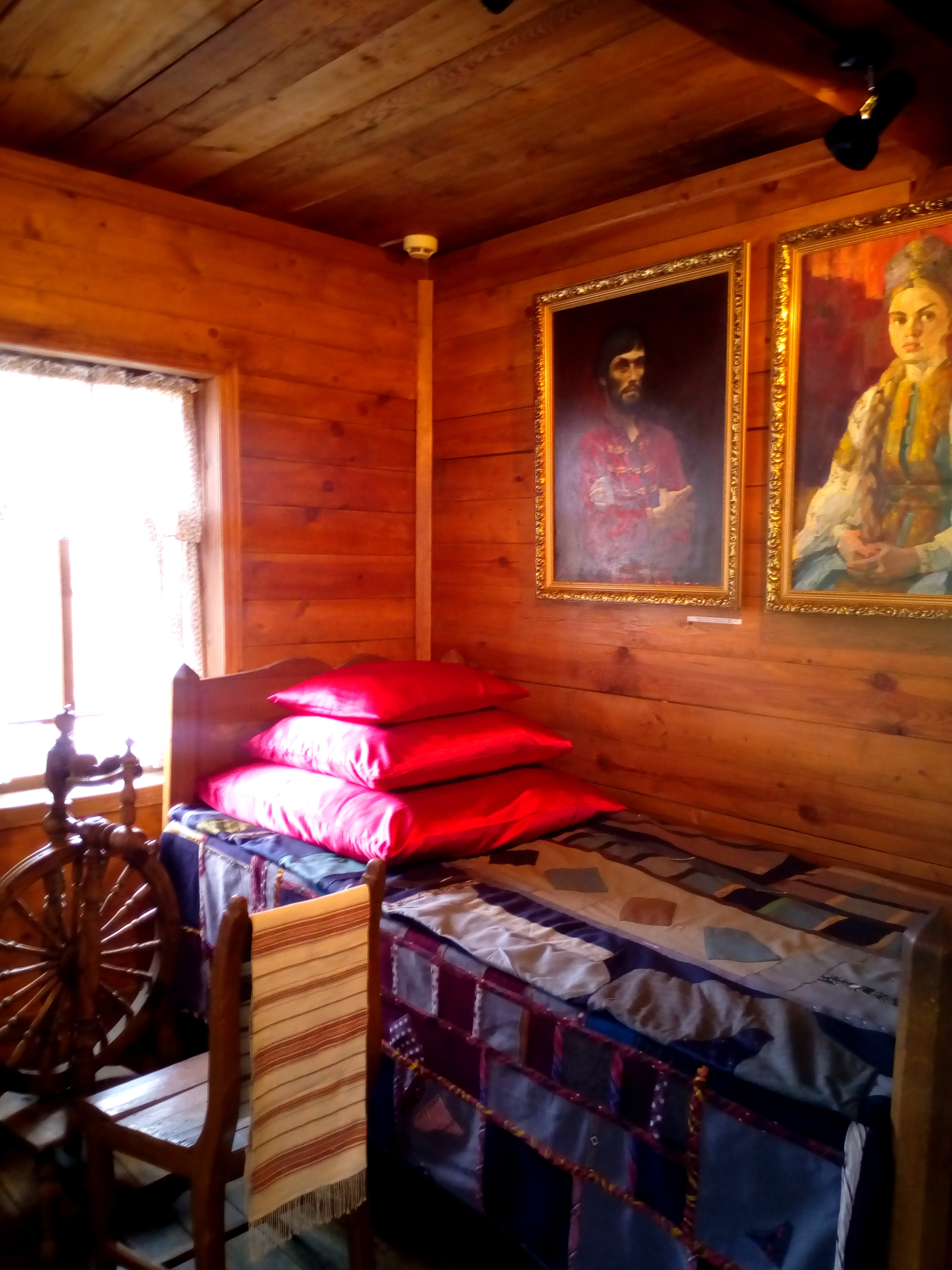
Фрагмент экспозиции дома-музея Е. Пугачёва, 2015 г.
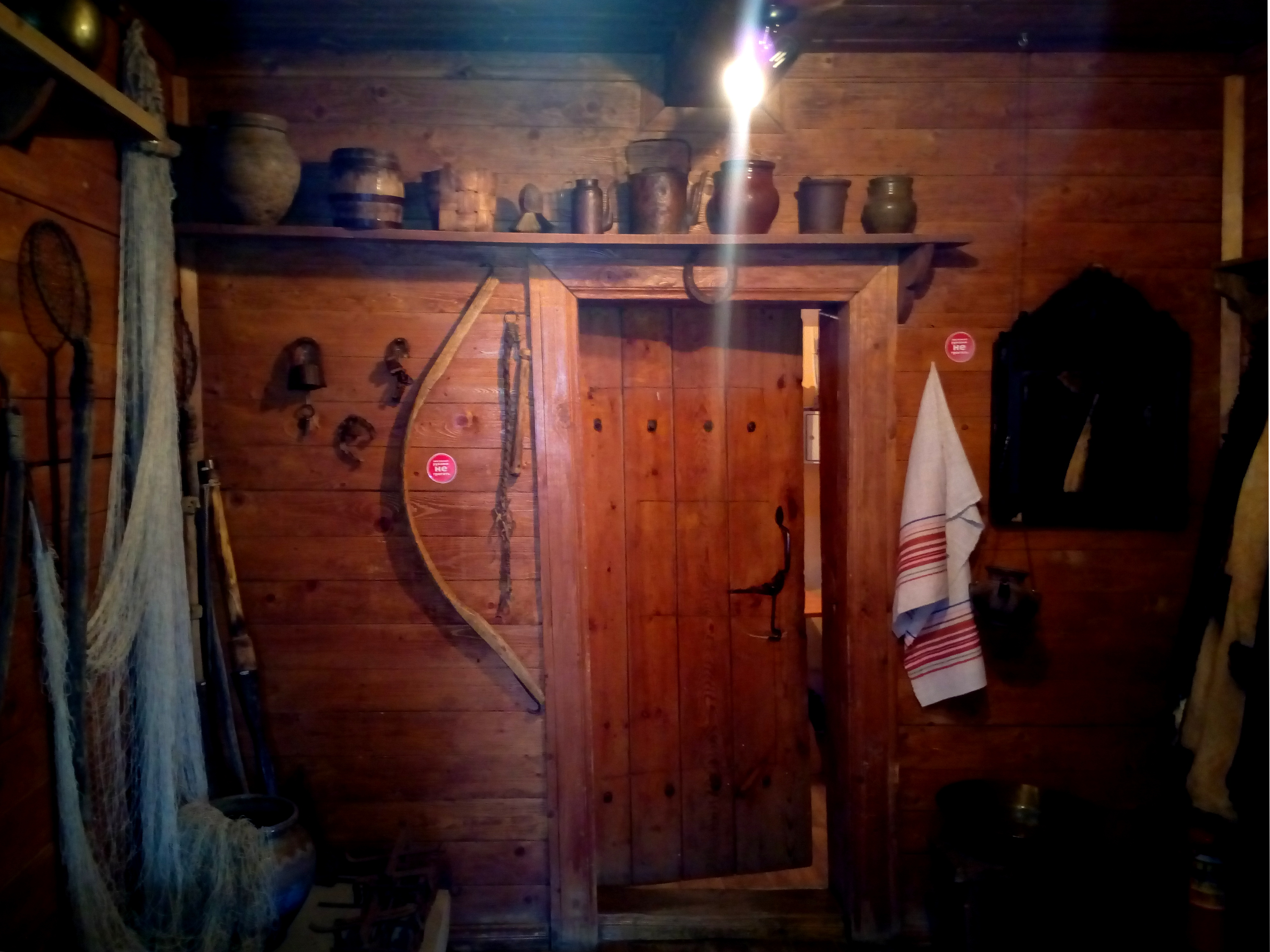
Фрагмент экспозиции дома-музея Е. Пугачёва, 2015 г.
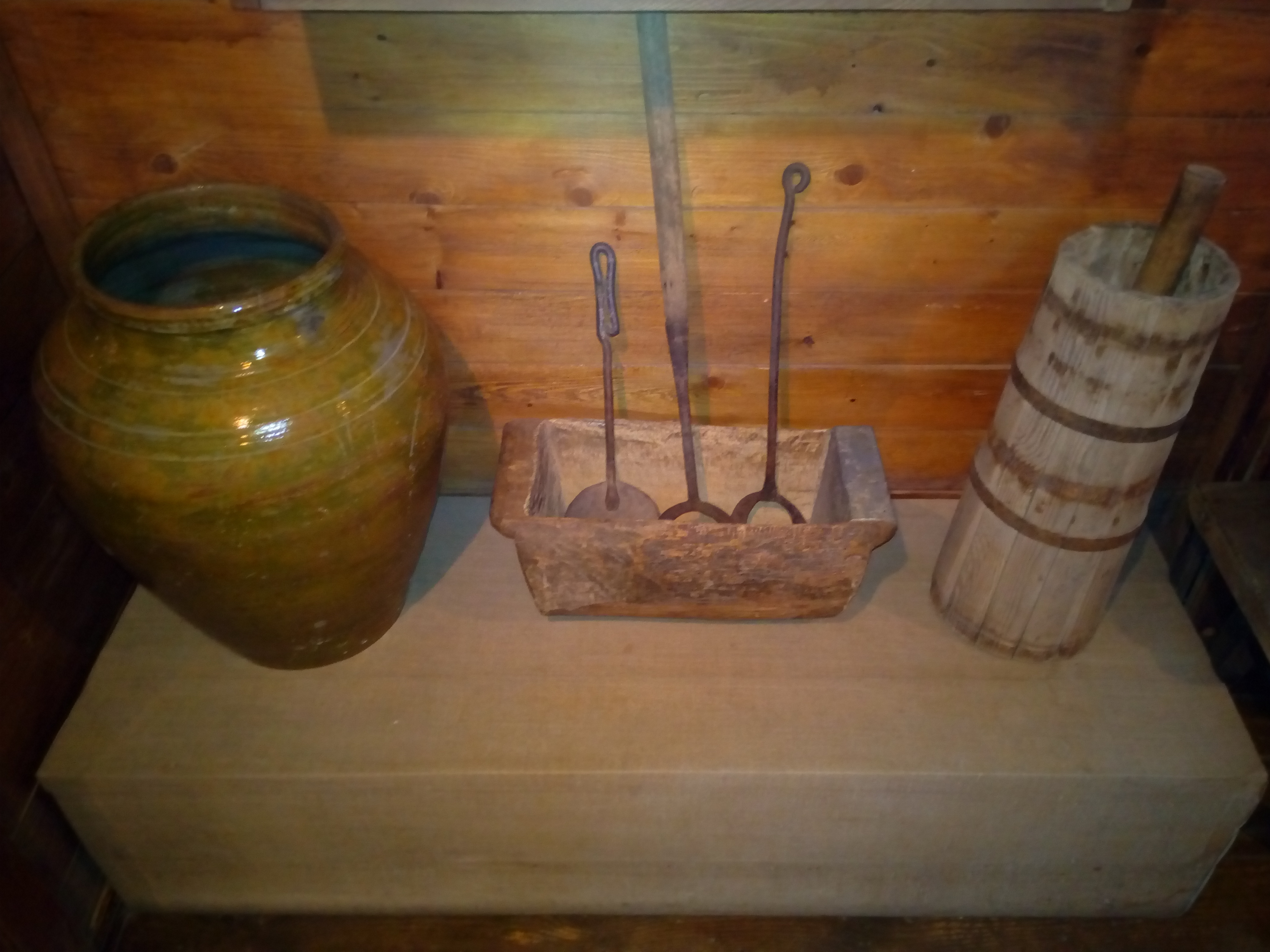
Фрагмент экспозиции дома-музея Е. Пугачёва, 2015 г.